# Bradavičníkovití (brouci)
Bradavičníkovití (Melyridae) jsou čeleď brouků z nadčeledi Cleroidea.

## Podčeledi
- Dasytinae Laporte de Castelnau, 1840
- Malachiinae Fleming, 1821 – bradavičníci
- Melyrinae Leach, 1815